# Vår Frus katolska kyrka, Västerås
Vår Frus katolska kyrka är en kyrka i Västerås centrala delar, på Västermalm, i sluttningen mot Djäkneberget.